# Светозаров, Павел Михайлович
Павел Михайлович Светозаров (21 мая (2 июня) 1867, село Картмазово, Судогодский уезд, Владимирская губерния — 10 мая 1922, Иваново-Вознесенск) — священнослужитель Русской православной церкви, протоиерей. Один из главных подсудимых шуйского дела.
Канонизирован в лике священномученика. Память 27 апреля, в Соборе Ивановских святых и в Соборе новомучеников и исповедников Российских.

## Биография
Родился в 1867 году в семье диакона, служившего в храме села Картмазово Малиновской волости Судогодского уезда Владимирской губернии. С детства хотел стать священником.
В 1891 году окончил Московскую духовную академию со степенью кандидата богословия и поступил псаломщиком в храм села Картмазово. Имел намерение принять монашество, но настоятель шуйского собора уговорил жениться на его дочери и принять настоятельство.
24 июня 1892 года сочетался браком, а 2 августа того же года был рукоположён в сан священника к Воскресенскому собору Шуи. Вскоре жена умерла, оставив его с маленькими детьми.
С 1897 года — член уездного цензурного комитета по рассмотрению проповедей.
8 (21) апреля 1907 возведён в сан протоиерея и назначен цензором проповедей, произносимых в Воскресенском соборе Шуи и благочинным и председателем Шуйского уездного отделения Владимирского епархиального училищного совета.
Представитель от духовенства на земских собраниях (1907—1917), в заседаниях Шуйской городской думы (1908—1917).
До переворота 1917 года преподавал Закон Божий в шуйской гимназии; когда преподавание было запрещено, перенёс уроки в собор.
В первый раз он был арестован в 1919 году по обвинению в неподчинении распоряжениям Совнаркома. В 1921 году он был арестован и содержался несколько месяцев в тюрьме по приказу ЧК в связи с Кронштадтским восстанием как политически неблагонадёжный. Несколько раз его арестовывали за проповеди. Для наблюдения за священником власти поселили в его доме осведомительницу.
В марте 1922 года в Шуе прошли народные волнения и столкновения с милицией, вызванные изъятием церковных ценностей. Сразу после этого против священника Павла и других служителей церкви началось следствие, которое шло три недели, 11 апреля 1922 года всем арестованным вручили обвинительные заключения.
25 апреля был оглашён приговор, в котором среди прочих имён и обвинений было следующее: «Светозарова Павла Михайловича приговорить к высшей мере наказания — расстрелу».
26 апреля обеспокоенные прихожане Палеха послали в Верховный трибунал телеграмму с просьбой не приводить приговор в исполнение до решения ВЦИК. В тот же день ВЦИК затребовал к себе копию приговора и заключение следователя.
Рассмотрев дело, Президиум ВЦИК принял решение о помиловании приговорённых к расстрелу. Михаил Калинин обратился за разрешением на помилование в Политбюро. 2 мая Иосиф Сталин распорядился опросить членов Политбюро относительно предложения о помиловании. Владимир Ленин, Лев Троцкий, Сталин и Вячеслав Молотов проголосовали за расстрел. 4 мая на заседании Политбюро смертный приговор был официально утверждён. На следующий день Президиум ВЦИК, следуя распоряжению Политбюро, утвердил приговоры к расстрелу.
Приговор спешили привести в исполнение. 10 мая в 2:00 ночи протоиерей Павел Светозаров, иерей Иоанн Рождественский и мирянин Пётр Языков были расстреляны на окраине Иваново-Вознесенска около Дмитриевской тюрьмы, где находились последние дни. Расстрелянных, по одним данным, похоронили на месте казни, по другим — на пустыре за 1-й городской больницей.

## Канонизация
Причислен к лику святых новомучеников и исповедников Российских на юбилейном Архиерейском соборе Русской православной церкви в августе 2000 года для общецерковного почитания.

## Источник
- Фонд «Память мучеников и исповедников Русской Православной Церкви»
- Мученики Шуйские Павел (Светозаров), Иоанн (Рождественский) священномученики и мирянин Пётр (Языков) (память 27 апреля по старому стилю)